# Otto von Below
Otto Ernst Vincent Leo von Below (født 18. januar 1857 i Danzig, død 15. marts 1944 i Danzig) var en tysk general.
Otto von Below blev udnævnt til sekondløjtnant i 1875. Han gjorde tjeneste ved Fusseler-Regiment von Gerdsdorff 1875-1881. Chef for underofficersskolen i Marienwerder 1881-1884. Udnævnt til premierløjtnant 1884. Tjeneste ved 1. Storhertugelige Mecklenburgske grenaderRegiment Nr.89 1884-1887. Ved jernbaneregimentet 1887-1889. Generalstaben i Berlin 1889-1891. Udnævnt til kaptajn i 1890. Tilbage til 1. Storhertugelige Mecklenburgske grenaderregiment Nr.89 som kompagnichef 1891-1894. Dernæst i staben for 27. infanteridivision 1894-1897. Udnævnt til major i 1895. Fusseller-Regiment Heinrich von Preußen Nr.35 som bataljonschef 1897-1902. I staben ved infanteriregiment Markgraf Carl Nr.60 1902-1905. Udnævnt til oberst 1905. Chef for infanteritegiment von Coubiere Nr.19 1905-1909. Udnævnt til generalmajor 1909. Chef for 43. infanteribrigade 1909-1912. Udnævnt til generalløjtnant 1912. Chef for 2. infanteridivision 1912-1914.
Ved 1. verdenskrigs udbrud blev han udnævnt til general i infanteriet og chef for 1. reservekorps under 8. arme. Med dette korps deltog han i slagene ved Gumbinnen, Tannenberg og de Masuriske søer. I november 1914 afløste han Francois som chef for 8. arme. Med sine 57 år var han den yngste tyske arméchef under hele krigen. Han beholdt denne post til oktober 1916. Derefter var han chef for armégruppe von Below indtil april 1917, hvor han afløste Falkenhausen som chef for 6. arme. Fra september 1917 til januar 1918 var han chef for den 14. tysk-østrigske armé. Fra februar til oktober 1918 for den 7. armé. Fra oktober til november 1918 chef for den 1. armé.